# Oxicorte

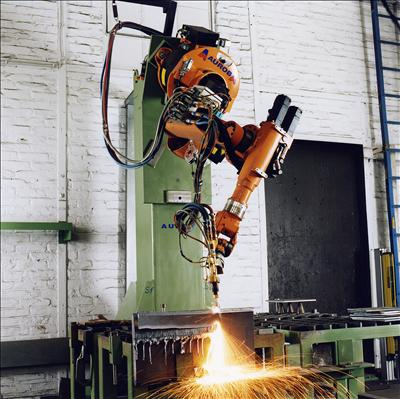
Oxicorte robotizado.

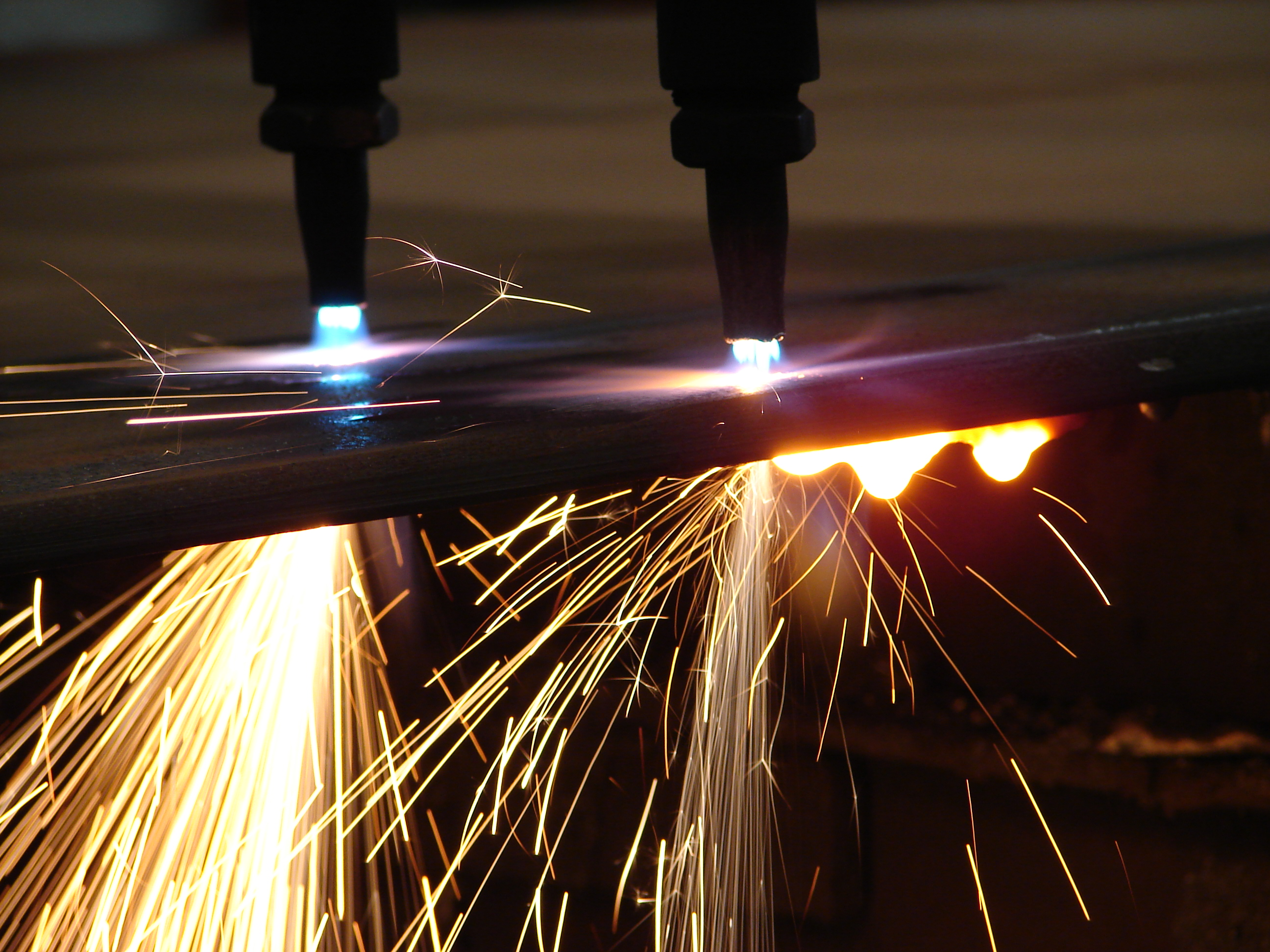
Oxicorte

El oxicorte es una técnica auxiliar a la soldadura, desarrollada desde 1903 y usada hasta la fecha en innumerables aplicaciones industriales, que se utiliza para la preparación de los bordes de las piezas a soldar cuando son de espesor considerable, y para realizar el corte de chapas, barras de acero al carbono de baja aleación u otros elementos ferrosos.
El oxicorte consta de dos etapas: en la primera, el acero se calienta a alta temperatura (900 °C) con la llama producida por el oxígeno y un gas combustible; en la segunda, una corriente de oxígeno corta el metal y elimina los óxidos de hierro producidos.
En este proceso se utiliza un gas combustible cualquiera (acetileno, hidrógeno, propano, hulla, tetreno o crileno), cuyo efecto es producir una llama para calentar el material, mientras que como gas comburente siempre ha de utilizarse oxígeno a fin de causar la oxidación necesaria para el proceso de corte.
Bien sea en una única cabeza o por separado, todo soplete cortador requiere de dos conductos: uno por el que circule el gas de la llama calefactora (acetileno u otro) y uno para el corte (oxígeno). El soplete de oxicorte calienta el acero con su llama carburante, y a la apertura de la válvula de oxígeno provoca una reacción con el hierro de la zona afectada que lo transforma en óxido férrico (Fe2O3), que se derrite en forma de chispas al ser su temperatura de fusión inferior a la del acero, siendo utilizado como flujo tractor por la presión de oxígeno de unos 6 bar para producir el corte.

## Elementos utilizados en el proceso de oxicorte
1.Tanques o cilindros con combustible y comburente (el uso de estos dos gases altamente inflamables y de alta presión que requiere normas de seguridad específicas de mantenimiento, transporte y almacenaje)
2.Manorreductores (que reducen la presión en los tanques de 200 atmósferas a presiones entre 0.1 a 10 atmósferas), 
3.Soplete cortador (donde ocurre la mezcla de los gases)
4.Válvulas antirretroceso (que permiten el paso del gas en un solo sentido)
5.Mangueras (que conducen a los gases desde los tanques hasta el soplete, y pueden ser rígidas o flexibles).

## Normas de seguridad en el manejo de equipos de oxicorte
Un equipo de oxicorte está compuesto por dos bombonas de acero de dos gases comprimidos a muy alta presión y muy inflamables que son el oxígeno y el acetileno. A pesar de las medidas de seguridad que se adoptan, se producen accidentes por no seguir las normas de seguridad relacionadas con el mantenimiento, transporte y almacenaje de los equipos de oxicorte.
En España existe la Norma NTP 495 (derogada) del Instituto Nacional de Seguridad y Salud en el Trabajo, donde se establecen de forma pormenorizada las prevenciones de seguridad que se deben de adoptar con los equipos de oxicorte y soldadura oxiacetilénica. La mayor peligrosidad del oxicorte radica en que la llama de la boquilla puede superar una temperatura de 3100 °C, con el consiguiente riesgo de, explosión o de sufrir alguna quemadura.

## Características de los elementos de un equipo de oxicorte

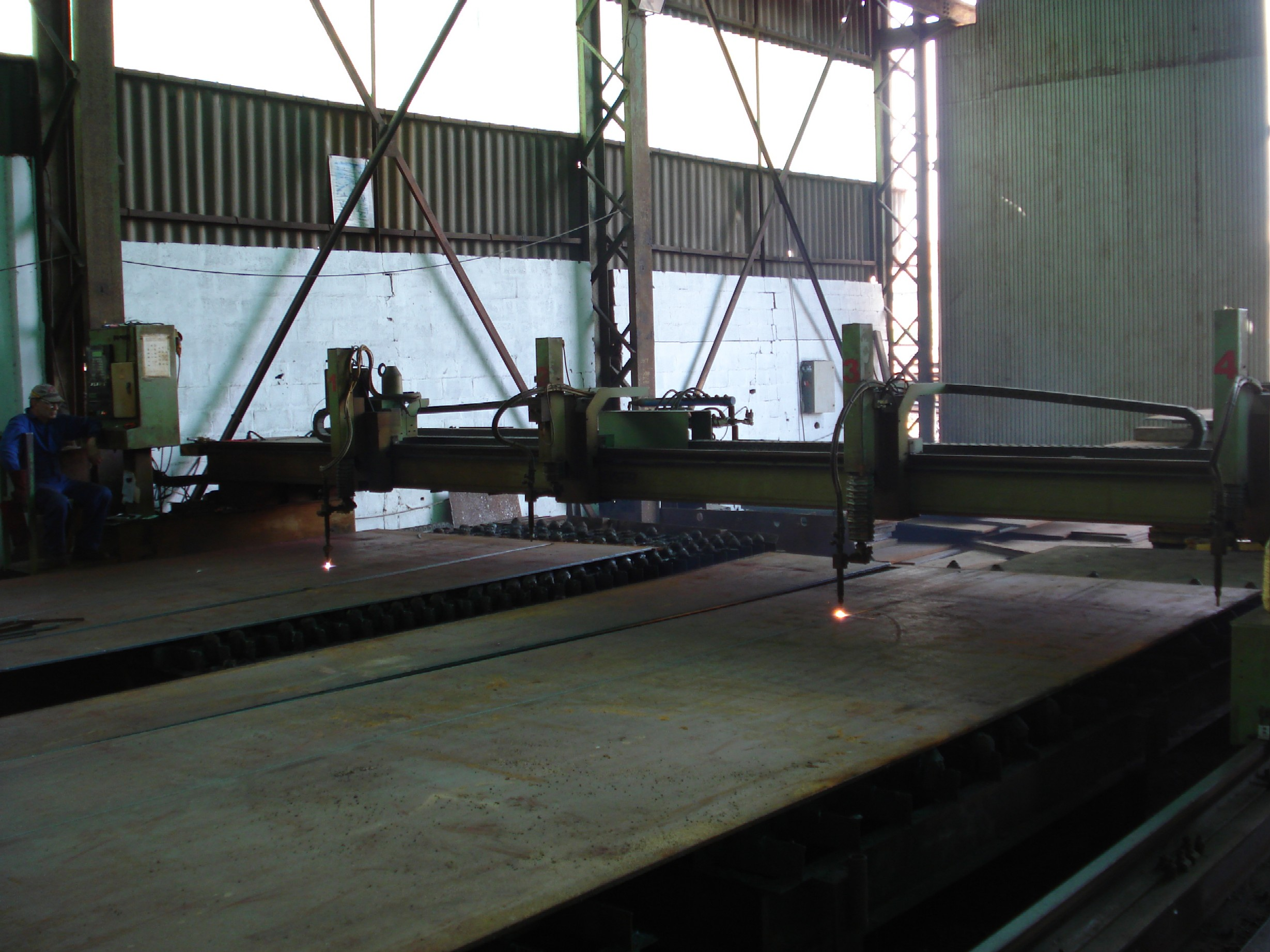
Oxicorte con cabezales múltiples y control numérico.

Además de las dos botellas móviles que contienen el combustible y el comburente, los elementos principales que intervienen en el proceso de oxicorte son los manorreductores, el soplete, las válvulas antirretroceso y las mangueras. 
La función de los manorreductores es desarrollar la transformación de la presión de la botella de gas (150 atm) a la presión de trabajo (de 0,1 a 10 atm) de una forma constante. Están situados entre las botellas y los sopletes.
El soplete es el elemento de la instalación que efectúa la mezcla de gases. Las partes principales del soplete son las dos conexiones con las mangueras, dos llaves de regulación, el inyector, la cámara de mezcla y la boquilla.
Las válvulas antirretroceso son dispositivos de seguridad instalados en las conducciones y que sólo permiten el paso de gas en un sentido. Están formadas por una envolvente, un cuerpo metálico, una válvula de retención y una válvula de seguridad contra sobrepresiones. En España existe la Norma NTP 132: "Válvulas antirretroceso de llama", del Instituto Nacional de Seguridad y Salud en el Trabajo donde se exponen los puntos básicos del fenómeno del retroceso de llama, método práctico para evitarlo y dispositivos asociados al propiamente llamado antirretroceso de llama de forma que se disponga de unos criterios para una buena elección y emplazamiento de este aparato. 
Las mangueras o conducciones sirven para conducir los gases desde las botellas hasta el soplete. Pueden ser rígidas o flexibles.

### Vídeo
- Triple soplete corte por oxicorte CNC
- Video de Oxicorte

- Datos: Q33101028
- Multimedia: Oxy-fuel cutting / Q33101028